# Apocope nel castigliano
L'apocope è un fenomeno presente nell'evoluzione diacronica della lingua spagnola. Nello spagnolo si distinguono di solito due tipi di apocope:
- L'apocope usuale: documentata fin dalle origini ed è rimasta stabile nell'evoluzione dello spagnolo. Consiste nella perdita della vocale finale latina davanti a una serie di consonanti (r, s, l, n, d e z). Esempi di apocope usuali sono MARE > mar, PANE > pan, VENIRE > venir.

- La apocope estrema: Si tratta di un fenomeno passeggero nella storia dello spagnolo, documentato in una determinata epoca, tra la fine del XII e la metà del XIII secolo. Consiste nella perdita della vocale finale davanti a consonanti diverse da quelle dell'apocope usuale. Esempio di apocope estrema sono:

NOCTE > noche > noch,
NOVE > nueve > nuef,
INFANTE > infante > infant.
Dopo questo periodo, si osserva nei testi un recupero di queste vocali finali, perdute in conseguenza dell'apocope estrema. Nei testi alfonsini, che sono il grosso dei testi in spagnolo conservati di quell'epoca, si osserva che l'apocope estrema scompare intorno all'anno 1276. Non vi è accordo tra gli studiosi sul fatto se l'apocope estrema sia stata un fenomeno reale nella lingua parlata o se fosse limitata soltanto alla lingua scritta.

## Spiegazione dell'apocope estrema
La spiegazione del fenomeno chiamato apocope estrema è stata causa di polemiche tra i diversi filologi della lingua spagnola. Le due principali posizioni affrontate sono state difese da Rafael Lapesa e Diego Catalán.

### L'apocope estrema secondo Rafael Lapesa
Rafael Lapesa pensa che il fenomeno dell'apocope estrema possa spiegarsi a partire dall'influenza sulla norma del castigliano di gente proveniente da Ultrapuertos — vale a dire, dall'altro lato dei Pirenei, parlanti l'occitano, il francese, ecc. L'influenza di queste lingue avrebbe favorito la tendenza all'apocope del castigliano, estendendola a contesti fonici dove prima non sussisteva. Secondo l'opinione di Lapesa, il fenomeno dell'apocope estrema bisogna situarlo nel contesto di un conflitto tra norme o modelli di lingua: quella della cosiddetta «koiné castigliana» o «castigliano drecho», che seguirebbe le tendenze più proprie e caratteristiche del castigliano differenziandolo dal resto delle lingue romanze vicine, e il cosiddetto «castigliano koiné», che avvicinava le soluzioni castigliane a quelle delle parlate romanze vicine. L'apocope estrema sarebbe una caratteristica del «castigliano koiné», favorita dalla presenza in Castiglia di persone provenienti da Francia (mercanti, pellegrini del Cammino di Santiago, ecc.), che infine il re Alfonso X avrebbe deciso di eliminare.

### L'apocope estrema secondo Diego Catalán
Diego Catalán è propenso a una spiegazione interna del fenomeno, vale a dire, non dovuta a cause extra-linguistiche, ma solo linguistiche. Secondo Catalán, nel castigliano medievale convivevano due tendenze evolutive in un certo modo contraddittorie: la tendenza del castigliano all'apocope e alla sincope, da un lato e la tendenza alla sillaba aperta dall'altro, vale a dire, alla sillaba terminante per vocale. Sono contraddittorie perché il fatto della perdita di vocali alla fine di parola fa sì che molte parole terminino in consonante. Secondo Catalán successe che nei secoli XII e inizio del XIII la tendenza all'apocope si acutizzò, fino all'estremo facendo apparire a fine di parola varie consonanti di seguito, come part, infant, adelant, terminazioni che risultavano estranee al castigliano e che fanno pensare a una certa difficoltà articolatoria. Infine questa tensione interna del sistema linguistico si sarebbe risolta a favore della tendenza alla sillaba aperta, con il recupero delle vocali finali e lasciando rafforzata unicamente la cosiddetta apocope usuale.